# A Ciambra
A Ciambra (pronunciación en italiano: /a tˈtʃambra/) es una película dramática italiana de 2017 dirigida por Jonas Carpignano. Se proyectó en la sección Quincena de Realizadores del Festival de Cine de Cannes 2017.   En Cannes ganó el premio Label Europa Cinemas.  Fue seleccionada como la entrada italiana a la Mejor Película en Lengua Extranjera en la 90ª edición de los Premios de la Academia, pero no fue nominada.  Es la segunda de la trilogía del director ambientada en una localidad de Calabria, tras Mediterranea (2015) y seguida de A Chiara (2021).

## Trama
Pio Amato, de catorce años, idolatra a su hermano mayor en su pequeña comunidad romaní de Calabria. Los desafíos aumentan después de que su hermano mayor desaparece.

## Elenco
- Pío Amato como Pío Amato
- Koudous Seihon
- Damiano Amato como Cosimo

## Recepción
En el sitio web del agregador de reseñas Rotten Tomatoes, la película tiene un índice de aprobación del 90% basado en 58 reseñas y una calificación promedio de 7,1/10.  En Metacritic, la película tiene una puntuación media ponderada de 70 sobre 100, basada en 17 críticas, lo que indica "críticas generalmente favorables". 